# Liste der Regierungschefs von Grönland
Die Liste der Regierungschefs von Grönland umfasst alle Vorsitzenden des Naalakkersuisut seit der Einführung der Hjemmestyre im Jahr 1979. Ab 1979 war die offizielle dänischsprachige Bezeichnung Landsstyreformand und die grönländische Landsstyrip Siulittaasua („Landesregierungsvorsitzender“). Seit Einführung der Selvstyre im Jahr 2009 lautet der amtliche Titel Naalakkersuisut Siulittaasuat bzw. auf Dänisch Formand for Naalakkersuisut („Vorsitzender des Naalakkersuisut“).
| Premierminister | Premierminister | Premierminister                                                                  | Partei            | Amtszeit                                          | Angeführte Regierungen |
| --------------- | --------------- | -------------------------------------------------------------------------------- | ----------------- | ------------------------------------------------- | --- |
| 1.              |                 | Jonathan Motzfeldt * 25. September 1938 in Qassimiut; † 28. Oktober 2010 in Nuuk | Siumut            | 1. Mai 1979 – 18. März 1991 4.339 Tage            | Motzfeldt I (1979–1983) Motzfeldt II (1983–1984) Motzfeldt III (1984–1987) Motzfeldt IV (1987–1988) Motzfeldt V (1988–1991)                                  |
| 2.              |                 | Lars-Emil Johansen * 24. September 1946 in Illorsuit                             | Siumut            | 18. März 1991 – 19. September 1997 2.377 Tage     | Johansen I (1991–1995) Johansen II (1995–1997) |
| (1.)            |                 | Jonathan Motzfeldt (zweite Amtszeit)                                             | Siumut            | 19. September 1997 – 14. Dezember 2002 1.912 Tage | Motzfeldt VI (1997–1999) Motzfeldt VII (1999–2001) Motzfeldt VIII (2001–2002)                                                                                |
| 3.              |                 | Hans Enoksen * 7. August 1956 in Itilleq                                         | Siumut            | 14. Dezember 2002 – 12. Juni 2009 2.372 Tage      | Enoksen I (2002–2003) Enoksen II (2003) Enoksen III (2003–2005) Enoksen IV (2005–2007) Enoksen V (2007–2009)                                                 |
| 4.              |                 | Kuupik Kleist * 31. März 1958 in Qullissat                                       | Inuit Ataqatigiit | 12. Juni 2009 – 5. April 2013 1.393 Tage          | Kleist (2009–2013) |
| 5.              |                 | Aleqa Hammond * 23. September 1965 in Narsaq                                     | Siumut            | 5. April 2013 – 1. Oktober 2014 544 Tage          | Hammond I (2013) Hammond II (2013–2014) |
| 6.              |                 | Kim Kielsen * 30. November 1966 in Paamiut                                       | Siumut            | 1. Oktober 2014 – 23. April 2021 2.396 Tage       | Kielsen (interim) (2014) Kielsen I (2014–2016) Kielsen II (2016–2018) Kielsen III (2018) Kielsen IV (2018–2019) Kielsen V (2019–2020) Kielsen VI (2020–2021) |
| 7.              |                 | Múte B. Egede * 11. März 1987 in Nuuk                                            | Inuit Ataqatigiit | 23. April 2021 – 7. April 2025 1.445 Tage         | Egede I (2021–2022) Egede II (2022–2025) |
| 8.              |                 | Jens Frederik Nielsen * 22. Juni 1991                                            | Demokraatit       | seit 7. April 2025 1 Tage                         | Nielsen (ab 2025) |